# Dědina (řeka)
Dědina, na horním a středním toku nazývaná též Zlatý potok, je řeka protékající okresy Rychnov nad Kněžnou, Náchod a Hradec Králové v Královéhradeckém kraji. Je to pravostranný přítok řeky Orlice, do které se vlévá u Třebechovic pod Orebem. Délka toku činí 56,7 km. Plocha povodí měří 369,0 km².

## Průběh toku

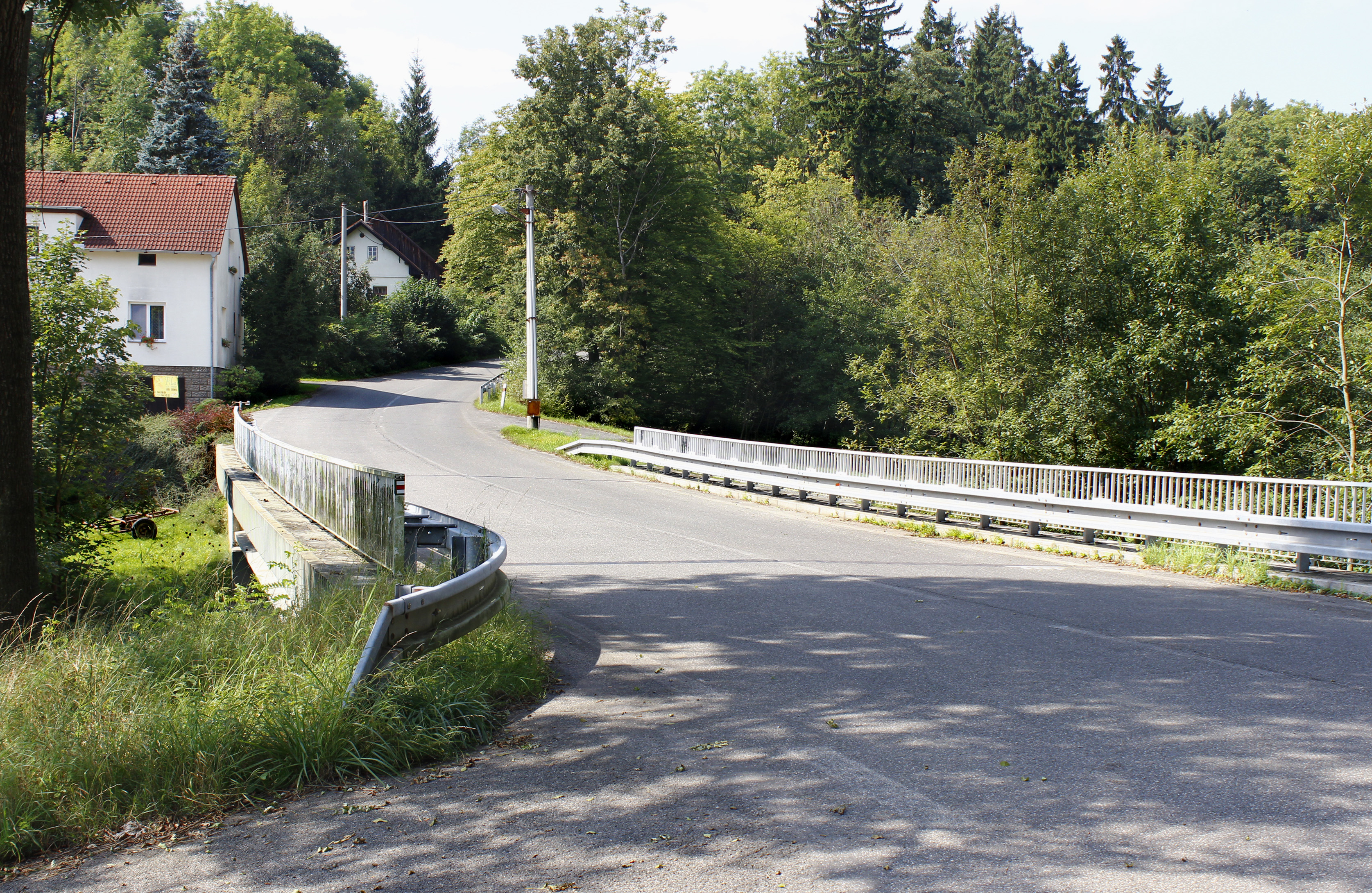
Silniční most východně od Lhoty u Dobrušky

Pramen, který je vodohospodáři uváděn jako hlavní a nese jméno řeky, vyvěrá zhruba dva kilometry jihovýchodně od Olešnice v Orlických horách v nadmořské výšce 766,5 m. Tato pramenná větev směřuje na jihozápad k obci Sedloňov, kde v nadmořské výšce zhruba 620 m přitéká zleva druhý pramenný tok nazývaný Zlatý potok, který odvodňuje západní úbočí Sedloňovského vrchu vypínajícího se do výšky 1051 m n. m. Od soutoku obou zdrojnic říčka směřuje na jihozápad, protéká Kounovem, pod nímž teče hlubokým údolím na jih ke Kamenici. Níže po proudu protéká masteckým lomem, který je tak rozdělen na dvě části. Pod ústím Osečnického potoka řeka prudce mění směr na západ, protéká Masty, pod nimiž se stáčí na severozápad k Podbřezí a k Cháborům. U jezu v Cháborech je řeka od poloviny 17. století rozdělena na severní a jižní větev. Jižní větev nazývaná Zlatý potok, nebo také Opočenský náhon, je umělé koryto vyhloubené k napájení rybníků a k zavlažování, které směřuje na jihozápad k Podchlumí a odtud dále na západ k Opočnu.
Severní větev je původní řečiště tekoucí na severozápad k Dobrušce. Údolní niva s meandrujícím tokem je v tomto úseku chráněna jako přírodní památka Dědina u Dobrušky. V Dobrušce řeku posiluje největší pravostranný přítok Brtevský potok, který je místními obyvateli nazýván Brtva. Od ústí Brtevského potoka teče řeka západním směrem. Západně od Pulic přibírá zprava Halínský potok a poté protéká plochou krajinou mezi Bohuslavicemi a Pohořím. V tomto úseku, kde řeka přirozeně meandruje, se nachází přírodní rezervace Zbytka. Zde se vodní tok prudce obrací na jih k Českému Meziříčí. U severovýchodního okraje Českého Meziříčí v nadmořské výšce zhruba 255 m se severní a jižní větev (náhon) spojují a společný tok protékající Českým Meziříčím nese označení Dědina.
Řeka dále pokračuje regulovaným korytem jižním až jihozápadním směrem přes obec Ledce a její část Klášter nad Dědinou, poté vesnicí Polánky nad Dědinou, která je místní částí Třebechovic. V Třebechovicích přijímá zleva náhon Albu, jež přivádí vodu z řeky Bělé a z vlastního povodí, které má rozlohu 66,2 km². U jihozápadního okraje Třebechovic se Dědina vlévá zprava do řeky Orlice, na jejím 15,0 říčním kilometru, v nadmořské výšce 236,2 m.

### Zlatý potok

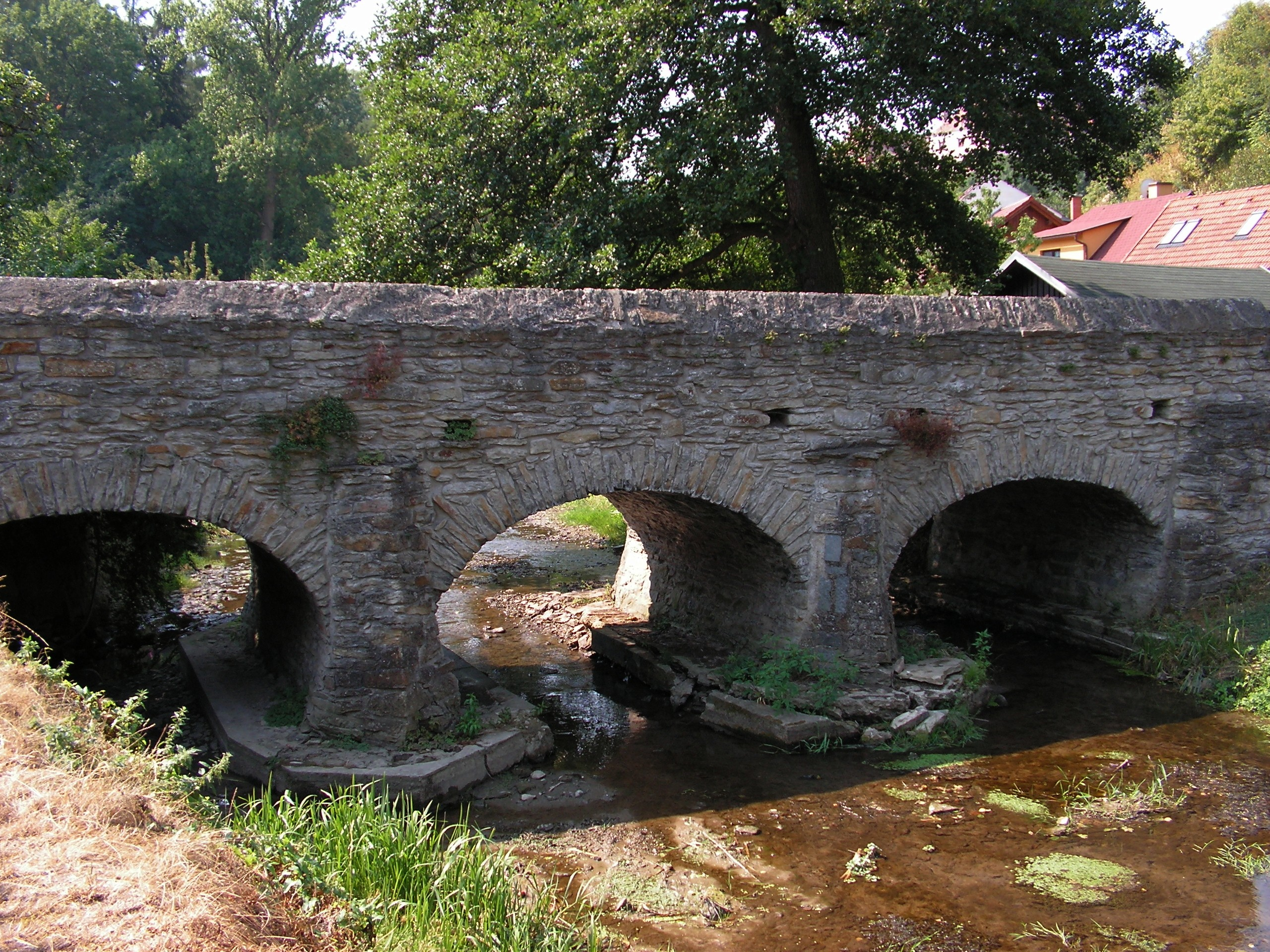
Starobylý most přes Zlatý potok v Opočně (srpen 2015)

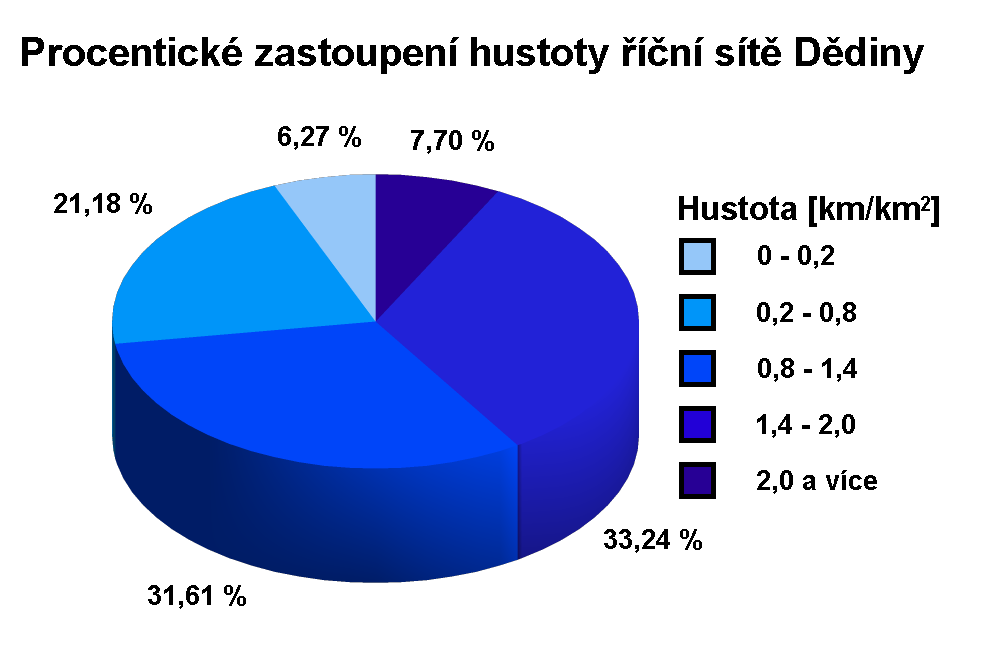
Hustota říční sítě

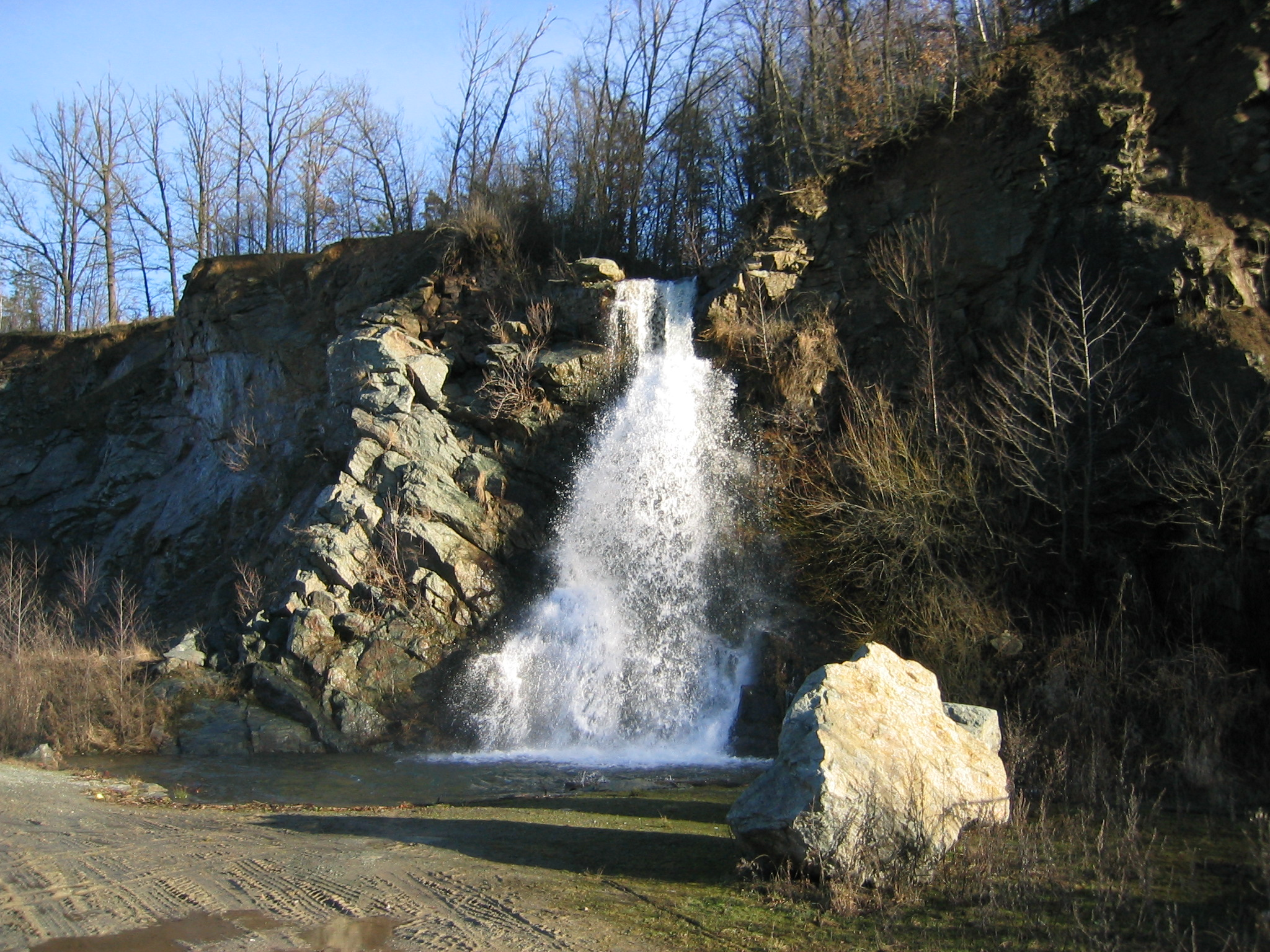
Mastecký vodopád na Lomském potoce po vydatném dešti

Jižní větev oddělující se od hlavního toku na jezu v Cháborech směřuje nejprve jihozápadním směrem k Podchlumí, u kterého přijímá zleva Ještětický potok, na jehož dolním toku se nachází Podchlumský rybník o rozloze 7,4 ha. Od ústí Ještětického potoka teče Zlatý potok na západ k Semechnicím, kde jeho vody slouží k napájení Semechnického rybníka. V Semechnicích přibírá zleva Houdkovický potok přitékající od Trnova. Dále pokračuje na severozápad k městu Opočno, na jehož východním okraji napájí rybník Broumar. V Opočně protéká potok zámeckým parkem, kde jeho hladinu vzdouvají Horní a Dolní zámecký rybník. Na západním okraji města nad Chlupatým splávkem odbočuje ze Zlatého potoka Jalový potok, který je označován také jako Stará řeka. Od Chlupatého splávku směřuje Zlatý potok krátce na sever, podtéká železniční trať č. 028 spojující Opočno s Dobruškou a po několika stech metrech přijímá zprava Prkennou. Severně od opočenského nádraží se stáčí na západ a protéká pod železniční tratí č. 026 Týniště nad Orlicí – Otovice zastávka. Dále tok pokračuje západním směrem podél vlečky vedoucí k cukrovaru v Českém Meziříčí. Zde se Zlatý potok vlévá zleva do Dědiny, na jejím 14,9 říčním kilometru, v nadmořské výšce okolo 255 m. Délka Zlatého potoka činí 13,6 km. Plocha vlastního povodí měří 69,7 km². Průměrný průtok Zlatého potoka v Opočně nad odbočením Jalového potoka činí 0,32 m³/s.

### Větší přítoky
Průměrná hustota říční sítě Dědiny činí 1,17 km/km². Celkově se v povodí řeky nachází 371 vodních toků v délce do jednoho kilometru a 117 potoků v délce 1 až 10 km. Vodní toky dlouhé 10 až 20 km jsou v povodí celkově čtyři. Jsou to náhon Alba (17,4 km), náhon Zlatý potok (13,6 km), Olešnický potok (10,8 km) v povodí Alby a Vojenický potok (10,3 km), který je levostranným přítokem Jalového potoka.

#### Přítoky Dědiny

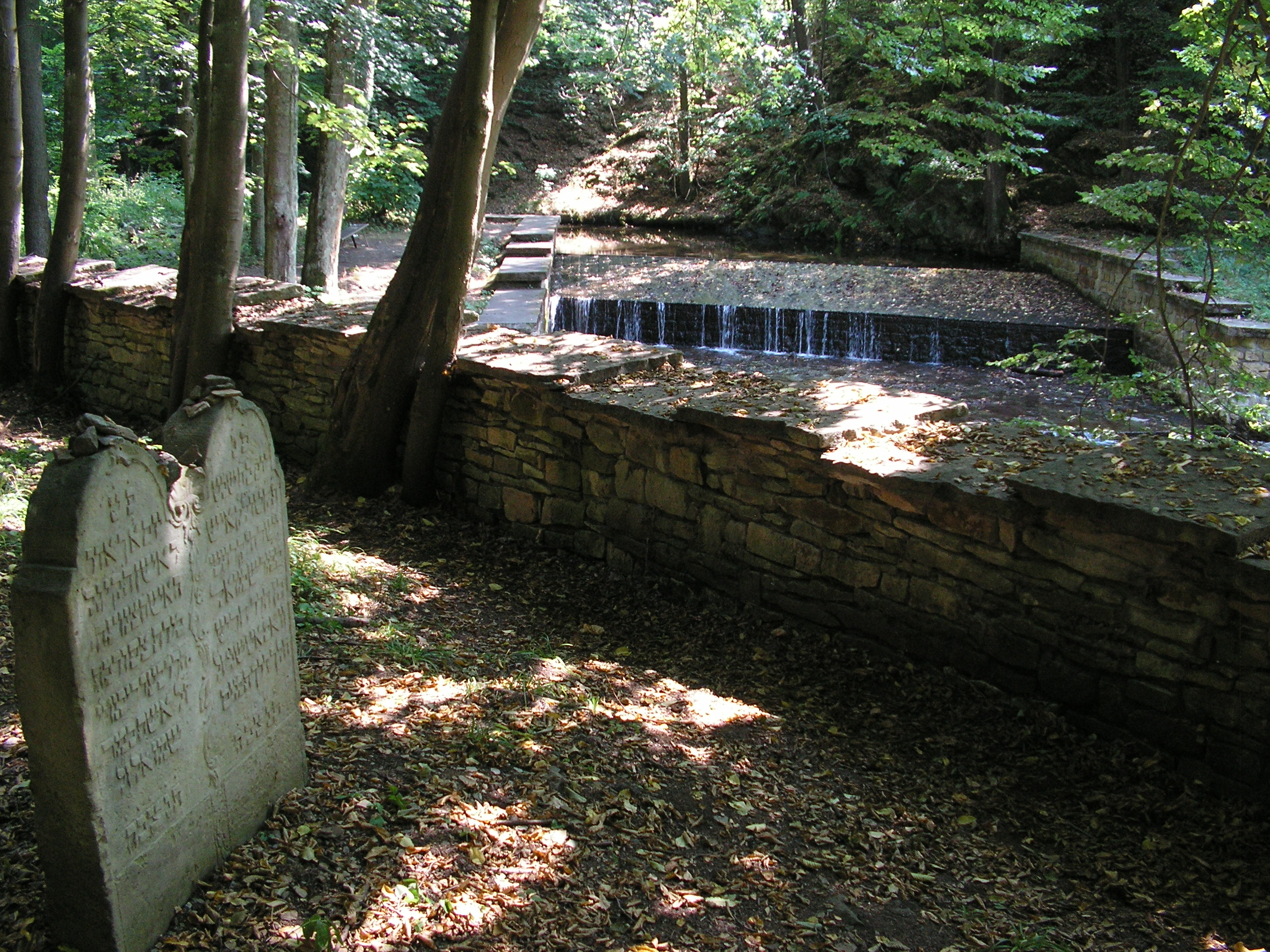
Pohled na jez ze židovského hřbitova u Podbřezí

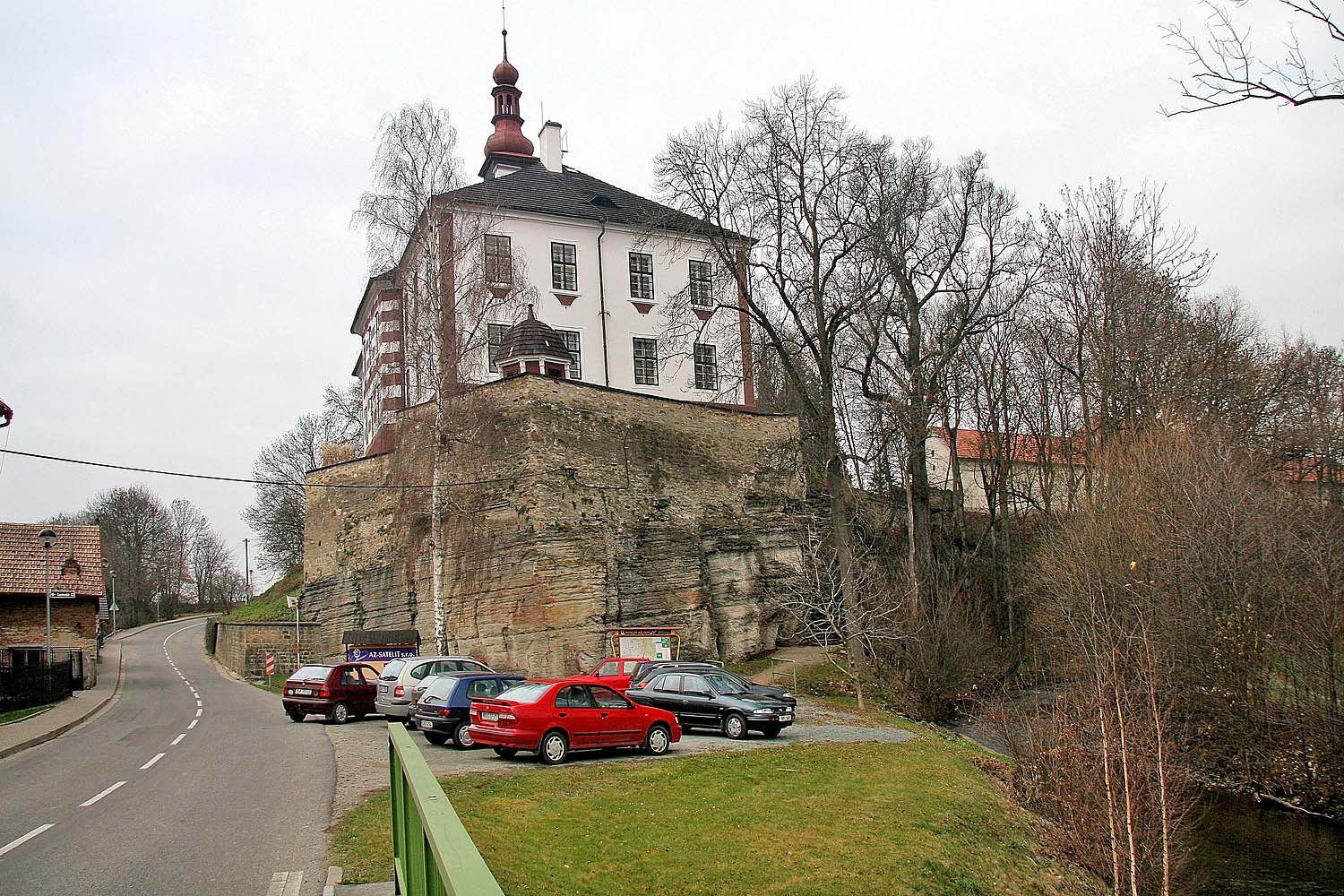
Říčka u zámku Skalka v Podbřezí

- Zlatý potok je levostranný přítok na 53,5 říčním kilometru.[4][pozn 1] Potok pramení na západním úbočí Sedloňovského vrchu v nadmořské výšce okolo 1000 m. Po celé své délce teče převážně západním směrem. Délka toku činí 4,0 km.[4]
- Hlucký potok (hčp 1-02-03-009), nazývaný také Hluky, nebo též Branka,[13] je levostranný přítok na 45,5 říčním kilometru.[14] Potok pramení v osadě Plasnice v nadmořské výšce okolo 695 m. Teče převážně jihozápadním směrem. Údolím potoka je vedena silnice II/309. Podél toku se nacházejí osady Plasnice, Hluky, Rozkoš a Kounov. Délka potoka činí 6,8 km.[14] Plocha povodí měří 12,1 km².[2]
- Kamenický potok (hčp 1-02-03-011) je levostranný přítok, který pramení jižně od Prázovy Boudy, u Rovenských Šedivin, v nadmořské výšce okolo 690 m. Na horním a středním toku teče převážně jihozápadním směrem. Na dolním toku u obce Dobré směřuje na západ. Do Dědiny se vlévá na 42,1 říčním kilometru[15] v nadmořské výšce okolo 395 m. Délka Kamenického potoka činí 6,1 km.[15] Plocha povodí měří 6,2 km².[2]
- Lomský potok (hčp 1-02-03-013), nazývaný též Hlinecký potok,[16] je levostranný přítok, který pramení jižně od Staré Návsi v nadmořské výšce okolo 640 m. Po celé své délce teče převážně jihozápadním směrem. Zhruba na druhém říčním kilometru protéká osadou Hlinné. Na dolním toku se nachází devět metrů vysoký Mastecký vodopád vytvořený odtěžením svahu. Do Dědiny se vlévá na 38,5 říčním kilometru,[17] u masteckého lomu, v nadmořské výšce okolo 350 m. Délka Lomského potoka činí 5,9 km.[17] Plocha povodí měří 5,4 km².[2]
- Osečnický potok (hčp 1-02-03-015) je levostranný přítok pramenící východně od Osečnice v nadmořské výšce okolo 555 m. Na horním toku směřuje na jihozápad, protéká Osečnicí. Na středním a dolním toku teče na západ, protéká údolím mezi osadami Hlinné a Svinná. Do Dědiny se vlévá na 38,4 říčním kilometru,[17] jižně od masteckého lomu, v nadmořské výšce okolo 350 m. Délka Osečnického potoka činí 5,3 km.[17] Plocha povodí měří 6,7 km².[2]
- Brtevský potok (též Brtva), zprava, ř. km 25,7[18]
- Halínský potok (hčp 1-02-03-022) je pravostranný přítok pramenící jižně od Spů v nadmořské výšce okolo 320 m. Po prvních několika stech metrech přijímá zleva první větší přítok tekoucí od Chlístova. Poté podtéká silnici I/14 a směřuje podél této komunikace na jihozápad k osadě Běstviny. Pod touto osadou protéká přírodní památkou Halín, kde napájí stejnojmenný rybník. Pod hrází se potok obrací na jih, v nejspodnější části před ústím směřuje na jihozápad. Do Dědiny se vlévá na 23,3 říčním kilometru[14], severovýchodně od obce Pohoří, v nadmořské výšce okolo 270 m. Délka Halínského potoka činí 5,7 km.[14] Plocha povodí měří 13,5 km².[2]
- Bohuslavický potok (hčp 1-02-03-024) je pravostranný přítok, který pramení na východním okraji Vršovky v nadmořské výšce okolo 335 m. Protéká Vršovkou, kde napájí místní rybník. Dále směřuje na západ. Severně od Králíčkova kopce přijímá vody odtékající z rybníka Kacíř. Odtud pokračuje dále na západ k severnímu okraji Bohuslavic, kde se obrací na jih a protéká Bohuslavicemi. V obci napájí soustavu rybníků nazývajících se Šuryt, Štíp, Tláskal, Věžiště, Pod hospodou, Pod pastouškou a Dolejší rybník. O několik set metrů jižněji od obce přijímá Bohuslavický potok zleva potok Sadku a vlévá se do Dědiny na jejím 20,4 říčním kilometru[14] v nadmořské výšce okolo 265 m. Délka toku činí 6,3 km.[14] Plocha povodí měří 8,7 km².[2]
  - Sadka je levostranný přítok Bohuslavického potoka na 0,35 říčním kilometru.[14] Pramení v polích východně od Bohuslavic v nadmořské výšce okolo 295 m. Na horním a středním toku směřuje potok na jih, na dolním toku teče souběžně s Dědinou západním směrem až ke svému ústí. Délka toku činí 2,4 km.[14]
- Rohenický potok (hčp 1-02-03-026) je pravostranný přítok, který pramení západně od Rohenic v nadmořské výšce okolo 275 m. Po celé své délce protéká potok plochou, zemědělskou, bezlesou krajinou. Koryto je regulované. Na horním toku teče východním směrem, protéká výše zmíněnou obcí, kde je v zastavěné části zatrubněný. Východně od obce přijímá zleva první větší přítok. Pod tímto soutokem směřuje na jih k Českému Meziříčí. Severozápadně od Roheniček podtéká silnici II/308. Na dolním toku se obrací na jihovýchod. Do Dědiny se vlévá na jejím 15,4 říčním kilometru,[7] u severovýchodního okraje Českého Meziříčí, v nadmořské výšce okolo 255 m. Délka Rohenického potoka činí 4,2 km.[7] Plocha povodí měří 6,0 km².[2]
- Litá (hčp 1-02-03-028), nazývaná též Lita, je levostranný přítok na 15,3 říčním kilometru.[7] Délka toku od pramene Zlatého Crku činí 5,4 km.[7] Plocha povodí měří 6,1 km².[2] V povodí Lité se nacházejí podzemní zdroje pitné vody pro Hradec Králové a okolí.
  - Zlatý Crk je levostranný přítok Lité, který pramení východně od obce Pohoří, kterou protéká. Pramen potoka slouží jako zdroj pitné vody.[19] Aby vlivem odběru vody nedocházelo k vysychání toku, je potok dotován vodou z Dědiny.[19]
- Zlatý potok (též Opočenský náhon), zleva, ř. km 14,9[7] (viz výše)
- Haťský potok (hčp 1-02-03-036) je pravostranný přítok pramenící západně od Královy Lhoty v nadmořské výšce okolo 265 m. V pramenné oblasti napájí rybník Závěšťák, po jehož hrázi je vedena silnice II/308 spojující Libřice a Královu Lhotu. Dále potok směřuje mezi poli převážně na jihovýchod. Koryto je po celé délce regulované. Do Dědiny se vlévá na 11,0 říčním kilometru[20] v nadmořské výšce okolo 250 m. Délka Haťského potoka činí 6,7 km.[20] Plocha povodí měří 17,4 km².[2]
- Ohnišťovský potok (hčp 1-02-03-0381) je levostranný přítok, který pramení východně od Českého Meziříčí. Teče převážně jižním až jihozápadním směrem. Koryto potoka je po celé délce regulované. Do Dědiny se vlévá 9,9 říčním kilometru.[20] Délka toku činí 4,1 km.[20] Plocha povodí měří 5,9 km².[2]
- Jalový potok (též Stará řeka), zleva, ř. km 9,8[20]
- Jílovický potok je pravostranný přítok, který pramení u Jílovic v nadmořské výšce okolo 270 m. Teče převážně východním až jihovýchodním směrem regulovaným korytem. Do Dědiny se vlévá na 9,2 říčním kilometru,[12] u Městce, v nadmořské výšce okolo 250 m. Délka Jílovického potoka činí 2,6 km.[12]
- Chropotínský potok (hčp 1-02-03-045) je levostranný přítok, který pramení v Bolehošťské Lhotě v nadmořské výšce okolo 280 m. Po celé své délce teče převážně na severozápad. Protéká nejprve Bolehošťskou Lhotou a Bolehoští, kde napájí rybníky Baba, Malý Nadýmač a Velký Nadýmač. Severozápadně od Bolehošti podtéká Chropotínský potok železniční trať č. 026. Na pravém břehu potoka, západně od železniční trati, se nachází přírodní rezervace Chropotínský háj. Dále potok pokračuje severozápadním směrem k obci Ledce, kde se vlévá do Dědiny na 6,7 říčním kilometru[21] v nadmořské výšce okolo 250 m. Délka Chropotínského potoka činí 4,5 km.[21] Plocha povodí měří 10,7 km².[2]
- Bezedný potok (hčp 1-02-03-047) je levostranný přítok, který pramení v polích jižně od Bolehošťské Lhoty v nadmořské výšce okolo 270 m. Po celé své délce teče převážně západním směrem. Na dolním toku, v lesích východně od Polánek nad Dědinou, napájí rozlehlý Hluboký rybník. Do Dědiny se vlévá na 4,2 říčním kilometru,[10] u Mitrova, v nadmořské výšce okolo 245 m. Délka toku činí 5,3 km.[10] Plocha povodí měří 8,5 km².[2]
- Pavlovský potok (hčp 1-02-03-049) je pravostranný přítok pramenící mezi Libníkovicemi, Jílovicemi a Vysokým Újezdem v nadmořské výšce okolo 280 m. V nejhornější části směřuje potok na jihozápad. Okolní vrchy, které se nazývají Homole (312 m n. m.), Lohová (311 m n. m.) a Vackovská (317 m n. m.), jsou zalesněné. Po několika stech metrech se potok obrací na jihovýchod, protéká zemědělskou krajinou východně od Jeníkovic, kde napájí Pavlovský rybník. Odtud teče převážně jižním směrem k Třebechovicím pod Orebem, východně od nichž se vlévá do Dědiny na 2,8 říčním kilometru[10] v nadmořské výšce okolo 240 m. Délka Pavlovského potoka činí 4,8 km.[10] Plocha povodí měří 5,7 km².[2]
- Alba (též Třebechovický náhon), zleva, ř. km 1,9[10]

#### Přítoky Zlatého potoka
Největším přítokem Zlatého potoka je Ještětický potok, jehož délka činí 7,9 km. Plocha jeho povodí měří 29,5 km².
- Ještětický potok, zleva, ř. km 12,0[7]
- Trnovský potok je levostranný přítok Zlatého potoka, který pramení v polích severovýchodně od Houdkovic v nadmořské výšce okolo 310 m. Na horním toku směřuje na sever. U jihovýchodního okraje Trnova se obrací na východ, vtéká do lesa, kde se postupně stáčí opět na sever. Na dolním toku je koryto potoka vedeno souběžně s Ještětickým potokem, jehož vody zde vzdouvá Podchlumský rybník, který Trnovský potok obtéká při jeho západním břehu. Do Zlatého potoka se vlévá na 11,9 říčním kilometru,[17] u Podchlumí, v nadmořské výšce okolo 290 m. Délka Trnovského potoka činí 3,6 km.[17]
- Houdkovický potok je levostranný přítok pramenící v Zádušním lese, severovýchodně od Voděrad, v nadmořské výšce okolo 335 m. Potok teče napřímeným korytem převážně severním směrem, protéká Houdkovicemi, Trnovem a Semechnicemi. Zde se vlévá do Zlatého potoka na jeho 9,5 říčním kilometru[22] v nadmořské výšce okolo 280 m. Délka Houdkovického potoka činí 6,3 km.[22]
- Neplatil je pravostranný přítok Zlatého potoka v Opočně na 7,2 říčním kilometru.[23] Potok, který je v horní části u Podchlumí zatrubněný, je napájen vodou ze Zlatého potoka. Po celé své délce teče souběžně se Zlatým potokem západním až severozápadním směrem. Slouží k napájení a vypouštění Semechnického rybníka a Broumaru. Při vtoku do rybníka Broumar se na jeho toku nachází přírodní památka Broumarské slatiny. Délka toku činí 4,9 km.[23]
- Prkenná je pravostranný přítok Zlatého potoka, který pramení v polích mezi Opočnem a Dobruškou v nadmořské výšce okolo 285 m. Poblíž pramene se nachází železniční zastávka Dobruška-Pulice na železniční trati č. 028. Po celé své délce potok směřuje převážně na západ regulovaným korytem. Do Zlatého potoka se vlévá na 2,6 říčním kilometru[23] v nadmořské výšce okolo 260 m. Délka toku činí 3,0 km.[23]

### Vodní nádrže a rybníky

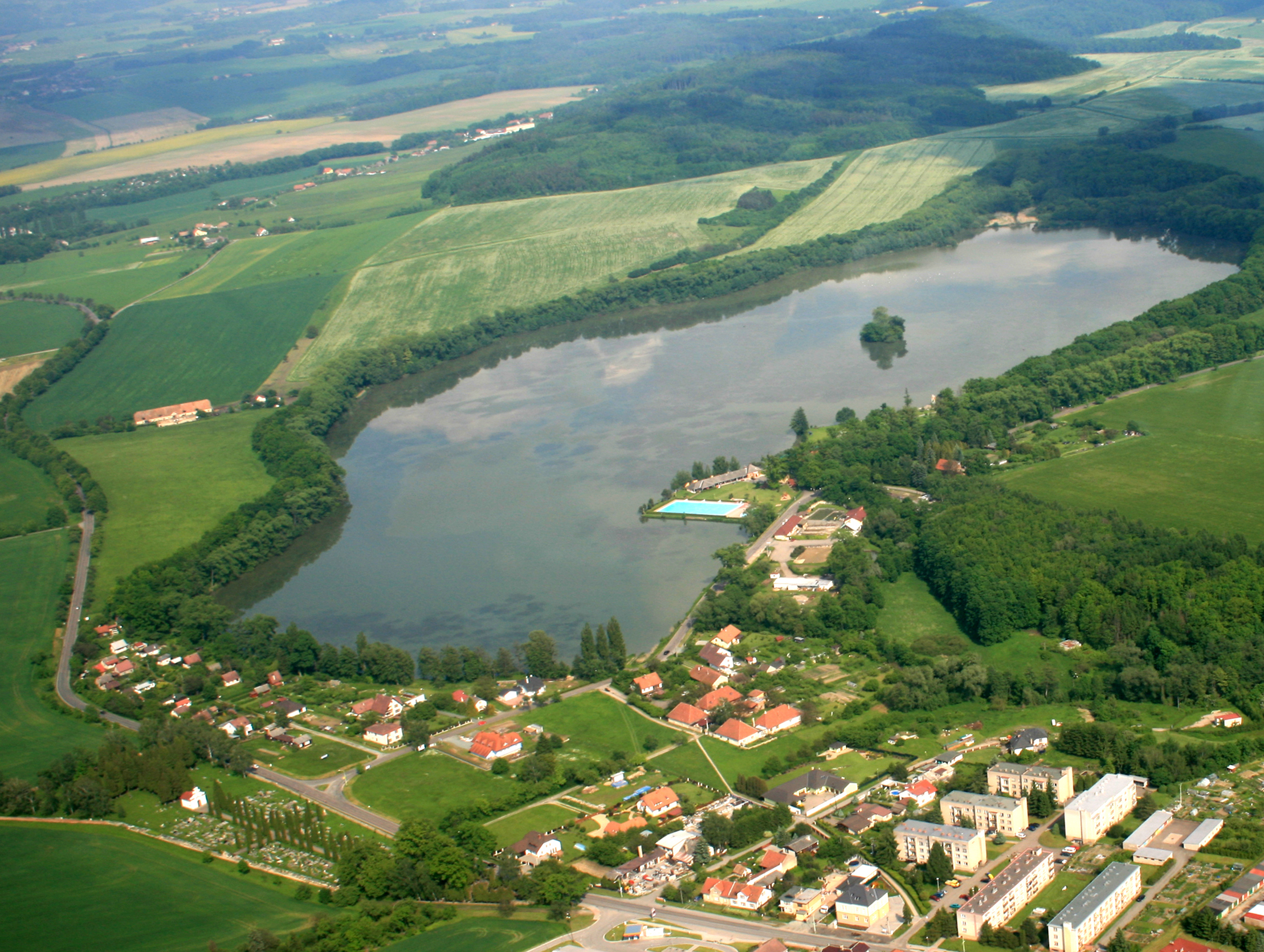
Rybník Broumar u Opočna

Největší vodní plochou v povodí řeky je rybník Broumar na Zlatém potoce, jehož rozloha je 62,6 ha. Celkový objem rybníka činí 684 000 m³. Další významné vodní plochy v této oblasti jsou Semechnický rybník, Podchlumský rybník a rybník Drnov nalézající se na bezejmenném potoce jihovýchodně od Dobrušky.
Vodní nádrže v povodí Dědiny podle rozlohy:
| název vodní nádrže | vodní tok             | rozloha (ha) | celkový objem (tis. m³) | retenční objem (tis. m³) |  |
| ------------------ | --------------------- | ------------ | ----------------------- | ------------------------ |  |
| Broumar            | Zlatý potok, Neplatil | 62,6         | 684                     | 313                      |  |
| Semechnický rybník | Zlatý potok, Neplatil | 19,9         | 180                     | 100                      |  |
| Podchlumský rybník | Ještětický potok      | 7,4          | 80                      | 50                       |  |
| Drnov              | bezejmenný potok      | 5,9          | 50                      | 25                       |  |
| Hluboký rybník     | Bezedný potok         | 5,1          | 89                      | 34                       |  |
| Hoděčín            | Olešnický potok       | 4,2          | 62                      | 5                        |  |

## Vodní režim
Průměrný průtok Dědiny u ústí činí 2,28 m³/s.

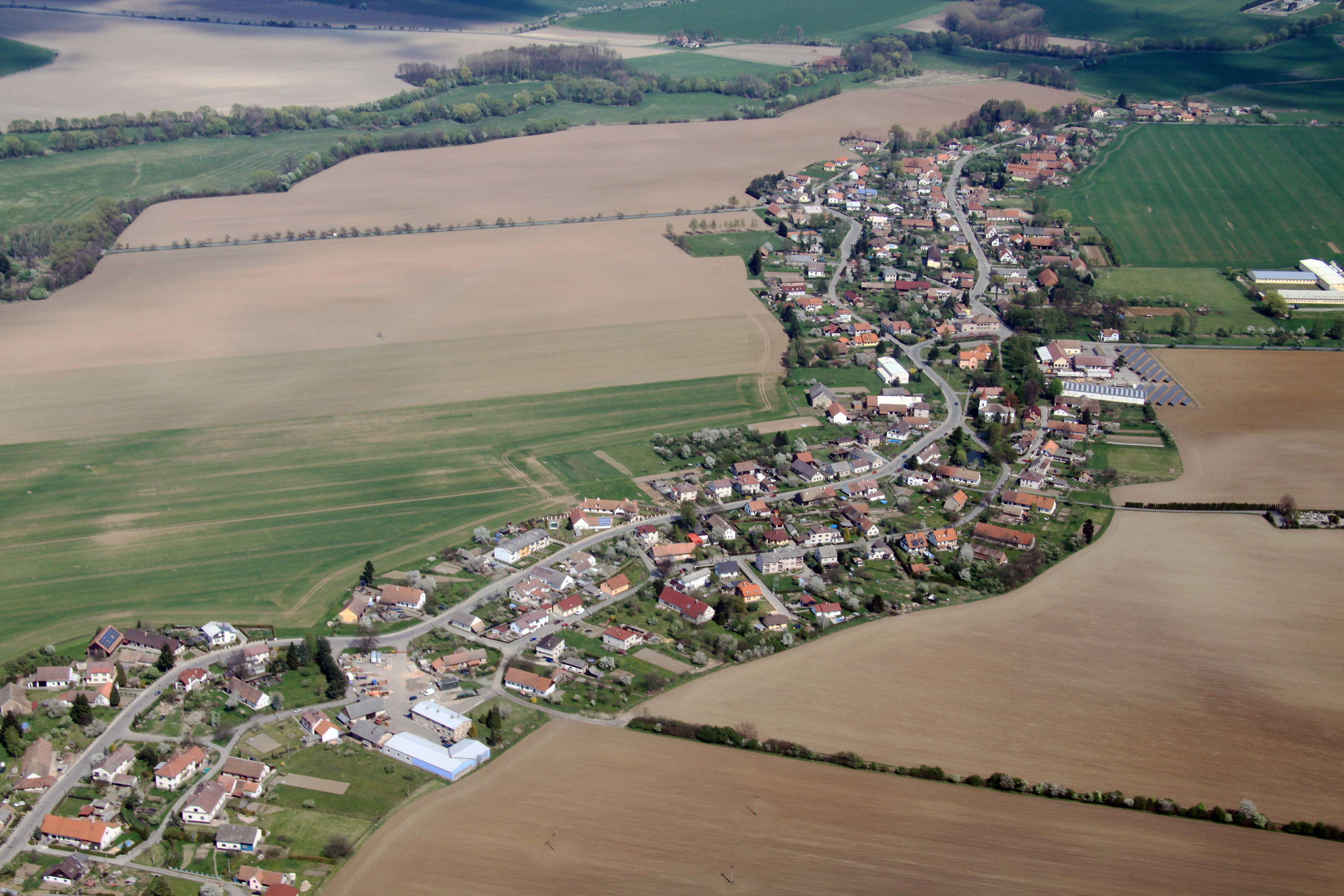
Meandrující tok severně od obce Pohoří

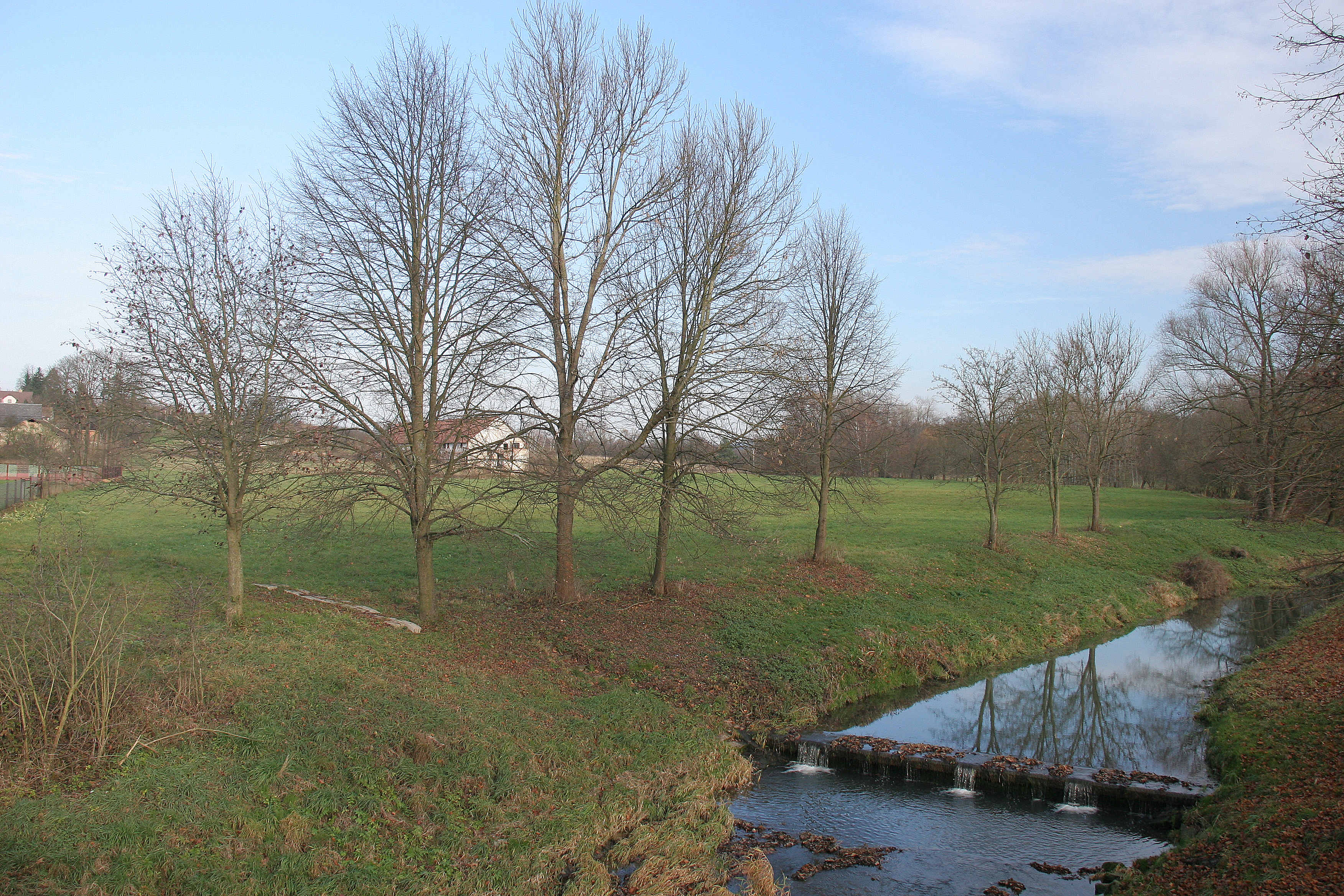
Řeka v Polánkách nad Dědinou

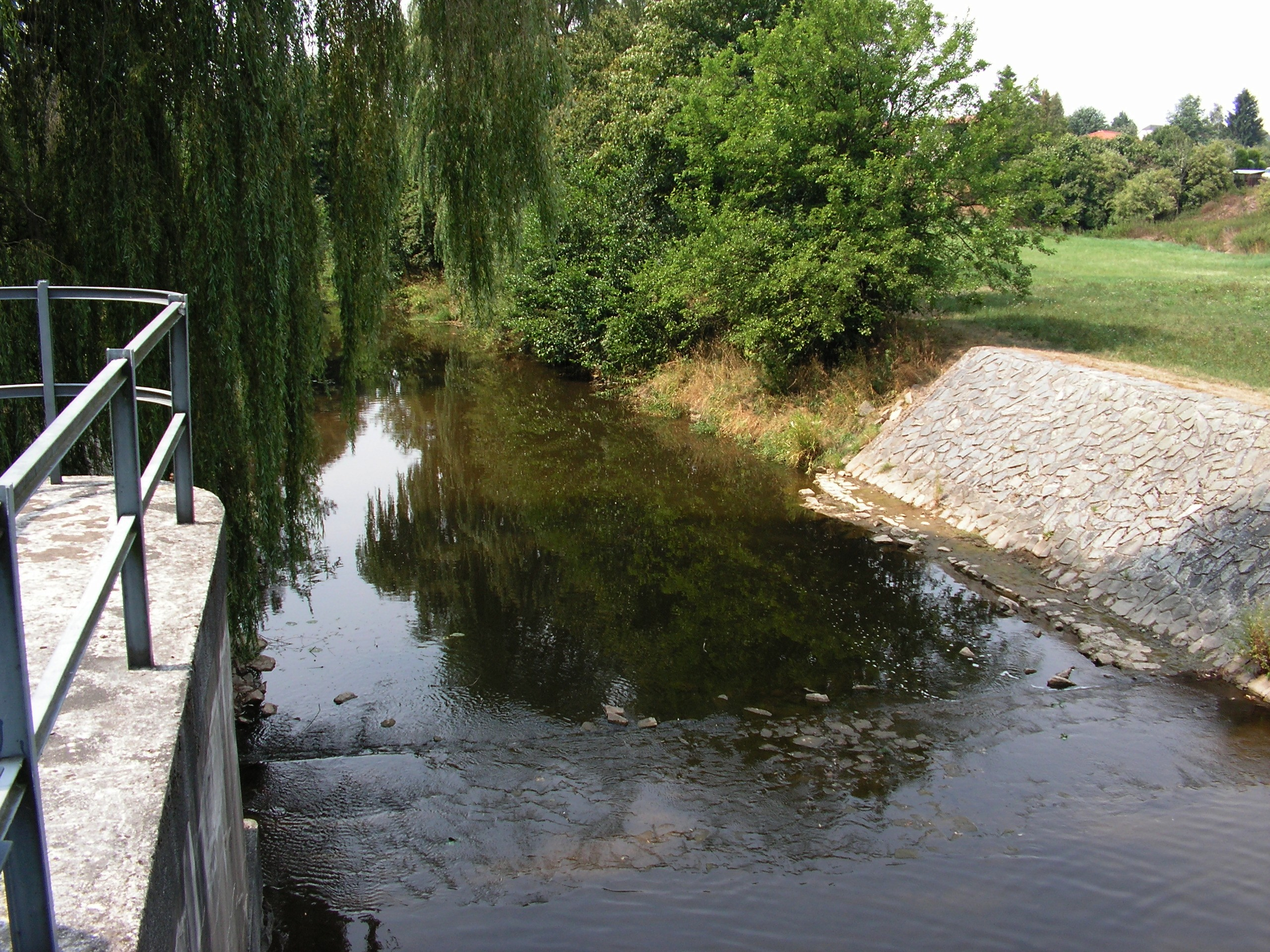
Dědina nedaleko ústí v Třebechovicích pod Orebem v srpnu 2015

Průměrné dlouhodobé měsíční průtoky Dědiny (m3/s) ve stanici Mitrov:
Průměrné měsíční průtoky Dědiny (m3/s) ve stanici Mitrov v roce 2014:
Hlásné profily:
| místo   | říční km | plocha povodí | průměrný průtok (Qa) | stoletá voda (Q100) |
| ------- | -------- | ------------- | -------------------- | ------------------- |
| Chábory | 30,7     | 74,64 km²     | 0,89 m³/s            | 71,4 m³/s           |
| Mitrov  | 3,9      | 291,13 km²    | 1,94 m³/s            | 100,0 m³/s          |

N-leté průtoky v Cháborech:
| N-leté průtoky | Q1   | Q5   | Q10  | Q50  | Q100 |
| -------------- | ---- | ---- | ---- | ---- | ---- |
| Q [m³/s]       | 7,85 | 21,1 | 29,5 | 56,3 | 71,4 |

N-leté průtoky v Mitrově:
| N-leté průtoky | Q1   | Q5   | Q10  | Q50  | Q100  |
| -------------- | ---- | ---- | ---- | ---- | ----- |
| Q [m³/s]       | 18,5 | 40,5 | 52,2 | 84,1 | 100,0 |

### Vliv vodních děl

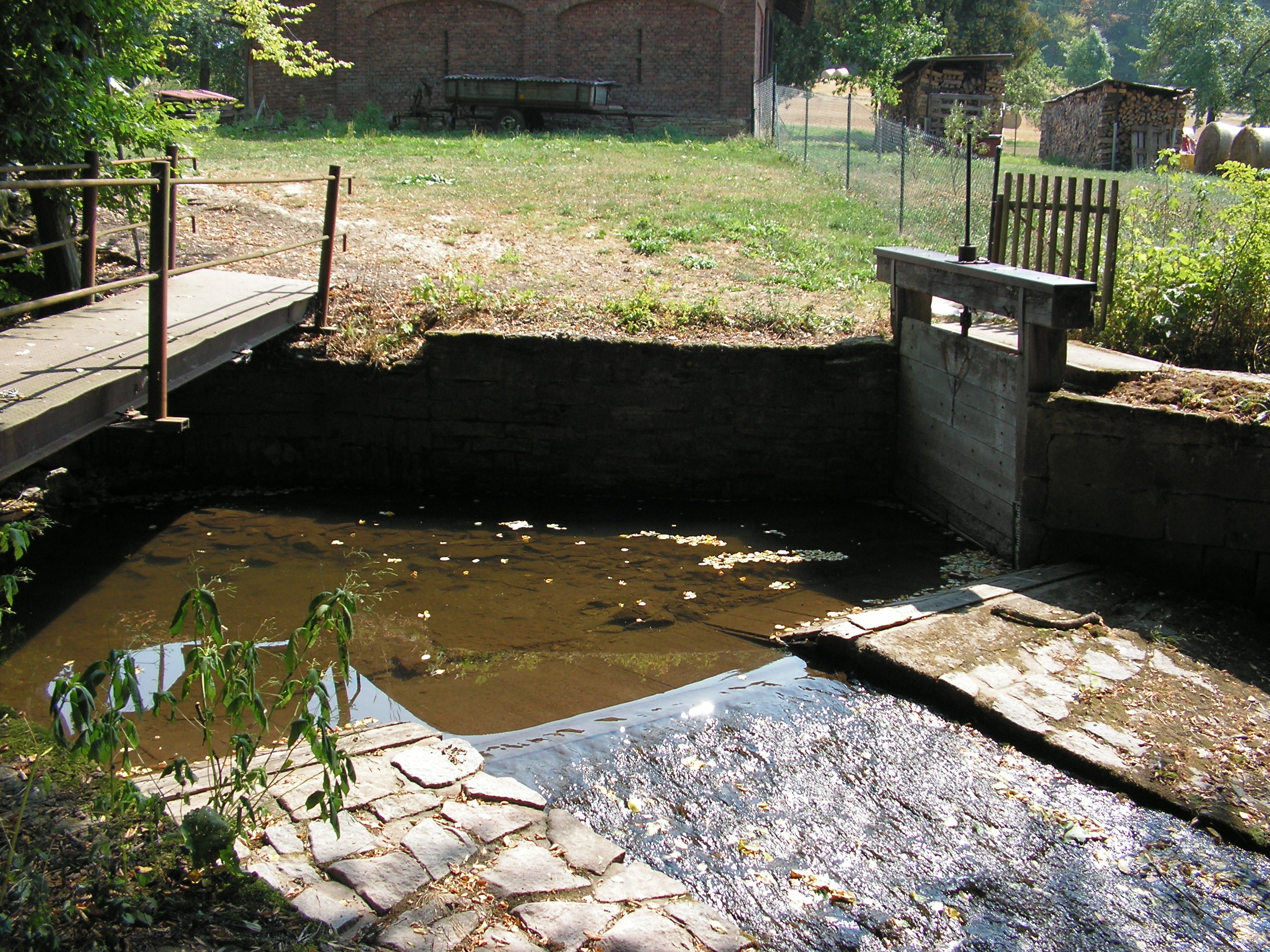
Jez v Cháborech rozdělující říčku na severní a jižní větev

Pod Chábory je vodní režim řeky výrazně ovlivněn převedením části průtoku do Zlatého potoka. K převodu vod slouží rozdělovací objekt, který se nachází zhruba 100 metrů po proudu od Limnigrafické stanice. Množství převedené vody je stanoveno manipulačním řádem. Při průtoku nad 600 l/s v měrném profilu v Cháborech je do Zlatého potoka převáděno maximálně 432 l/s, což je výše neškodného průtoku. Při průtoku v rozmezí 150 až 600 l/s je rozdělen průtok 1:1 mezi Dědinu a Zlatý potok. Při průtoku nižším než 150 l/s je rozdělen průtok 2:1 ve prospěch Dědiny.

### Převody vody z jiných povodí
V 15. století byla v okolí Opočna na Ještětickém potoce vybudována soustava devíti rybníků a mnoho dalších souvisejících vodních děl. Do současné doby se z Opočenské rybniční soustavy dochovaly pouze tři rybníky, z nichž největší je rybník Broumar. V letních měsících však tato oblast trpěla častým nedostatkem vody. Jedna ze staveb, která měla tuto situaci řešit, byla odbočka z Dlouhé strouhy u Kvasin. Toto vodní dílo, jehož kapacita činí 0,02 m³/s, je dodnes funkční a slouží k nalepšování průtoku Ještětického a Zlatého potoka převodem vod z povodí Bělé.

### Historické povodně

#### Povodeň v roce 1998
Smutnou událostí spojenou s tímto vodním tokem je katastrofální letní povodeň, která 23. července roku 1998 postihla všechny obce při toku Dědiny (Zlatého potoka) a jejích přítoků. Největší škody pocítili obyvatelé Kounova a okolních osad. Ve vsi Hluky, která se nachází v údolí Hluckého potoka, byly některé domy zcela zdemolovány vodním živlem. K dalším škodám došlo v Cháborech, kde řeka unášející velké množství dřevní hmoty a kamení ucpala mostní profil a následně strhla silniční most. Velké škody napáchala též v Dobrušce, v Pulicích, v Českém Meziříčí v Ledcích a v Třebechovicích pod Orebem, kde zatopila více než sto domů, místní školu a zimní stadion. V povodí řeky si povodeň vyžádala čtyři oběti na životech. Množství vody v řece výrazně přesáhlo hodnotu stoleté vody. V Cháborech, kde stoletá voda činí 71,4 m³/s, dosahoval průtok v časných ranních hodinách dne 23. července 270 m³/s.

### Ochrana před povodněmi
V roce 2007 byla v povodí Dědiny dokončena stavba suchého poldru na Ještětickém potoce u vsi Hroška, který je schopen zadržet až 680 000 m³ vody. Další stavbou, která by v blízké budoucnosti měla ochránit obyvatele podél toku, je plánovaný suchý polder u Mělčan. Dle plánů Povodí Labe má tato nádrž během povodní zachytit až 3,6 milionu m³ vody. Hráz tohoto vodního díla by měla dosahovat délky 535 m a výšky 14,5 m.

## Využití

### Malé vodní elektrárny
Spádu Dědiny a Zlatého potoka využívá několik MVE.

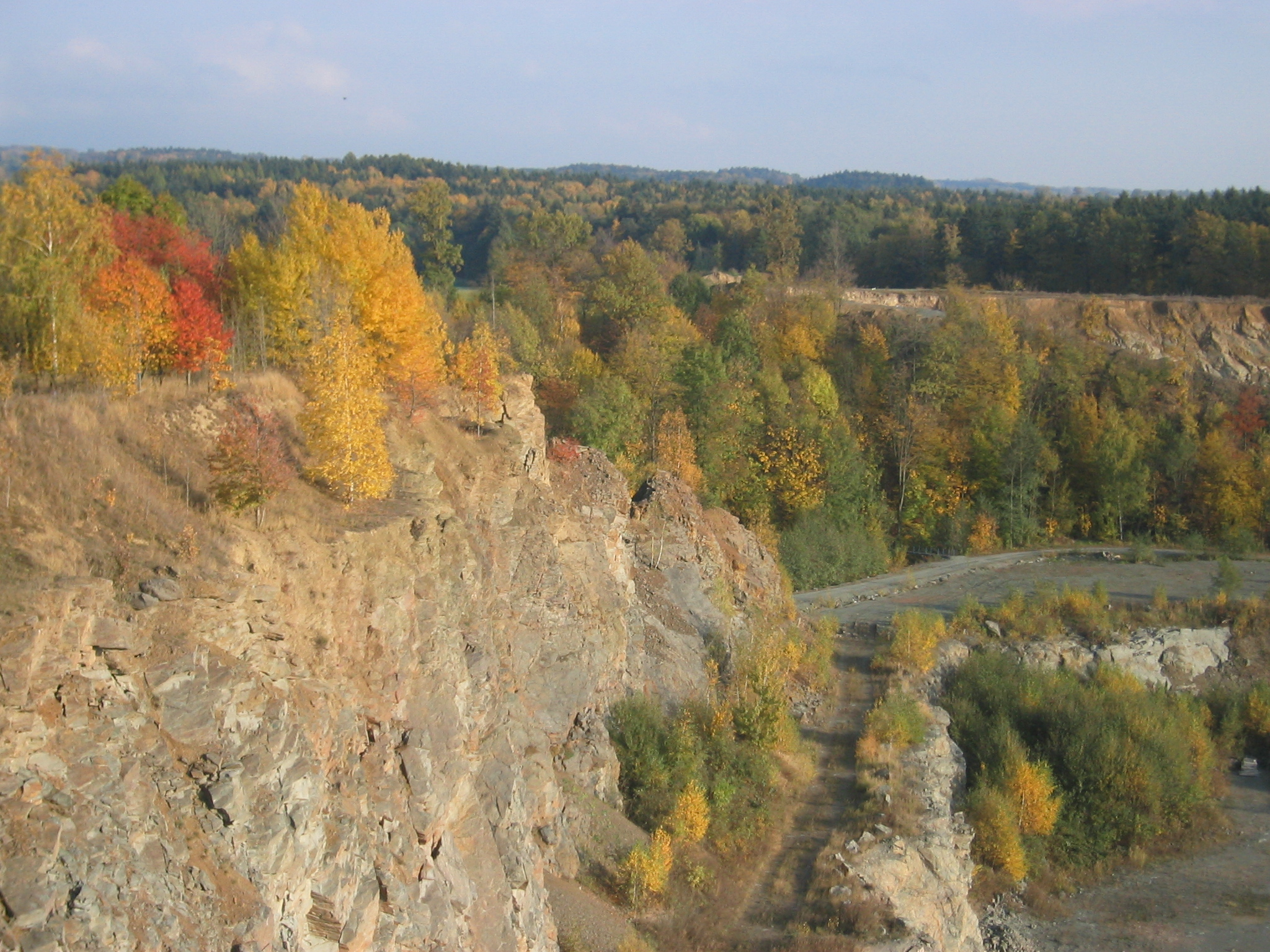
Lom Masty řeka rozděluje na dvě části

Základní údaje o MVE:
| název                | vodní tok   | říční km | celkový instalovaný výkon (MW) | počet zdrojů |  |
| -------------------- | ----------- | -------- | ------------------------------ | ------------ |  |
| MVE Ježkův mlýn      | Zlatý potok | 9,95     | 0,037                          | 1            |  |
| MVE Podchlumský mlýn | Zlatý potok | 11,65    | 0,020                          | 1            |  |
| MVE Polánky          | Dědina      | 4,83     | 0,075                          | 1            |  |
| MVE Škutina          | Dědina      | 41,77    | 0,015                          | 1            |  |

### Vodáctví
Řeka je sjízdná po jarním tání a po deštích od Kounova. V horní části sjížděného toku má říčka značný spád, protéká hlubším zalesněným údolím. Koryto je široké 2 až 5 metrů, místy se v něm nečekaně objevují malé stupně a padlé stromy. Nejčastěji je vodáky sjížděn zhruba 16 km dlouhý úsek od Kounova po Chábory, jehož obtížnost je místy až WW II. U masteckého lomu se mohou v korytě nalézat ostré kameny. Od Chábor řeka protéká otevřenou krajinou. Vodáky je využívána častěji severní větev tekoucí přes Dobrušku, která má více přítoků a bývá vodnější.

### Mlýny
- Hrnčířův mlýn – České Meziříčí, okres Rychnov nad Kněžnou, kulturní památka